# Sisyrinchium cuspidatum
Sisyrinchium cuspidatum là một loài thực vật có hoa trong họ Diên vĩ. Loài này được Poepp. miêu tả khoa học đầu tiên năm 1833.